# Thelotrema byssoideum
Thelotrema byssoideum är en lavart som först beskrevs av August von Krempelhuber och fick sitt nu gällande namn av George Salisbury 1966. 
Thelotrema byssoideum ingår i släktet Thelotrema och familjen Thelotremataceae. Inga underarter finns listade i Catalogue of Life.